# 1403
Cette page concerne l'année 1403  du calendrier julien.
L'année 1403 est une année commune qui commence un lundi.

## Événements
- 8 mars : mort de Bayezid Ier[1] et début de l'interrègne ottoman, luttes dynastiques entre ses fils (fin en 1413). Mehmed Ier enlève Brousse à son frère Isa[2].
- Yongle envoie une expédition à Malacca[3].
- Inde : Tatar Khân enjoint à son père Zafar Khân, le gouverneur muzaffaride du Gujerat, de marcher sur Delhi. Devant son refus, il jette Zafar en prison et se proclame sultan sous le titre de Mohammed  Shah (fin en 1407)[4].

### Europe
- 22 janvier[5] : le maréchal Boucicaut reçoit à Gênes l'empereur byzantin Manuel II Paléologue.
- Février : paix de Gallipoli entre Suleyman Bey, Venise, Gênes, le duc de Naxos, Stefan Lazarević et Jean VII Paléologue. Les Ottomans s'engagent à rendre Thessalonique à Manuel II Paléologue[6].
- 10 mars[7] : Henri Beaufort, fils de Jean de Gand, devient lord chancelier en Angleterre (1403-1404 et 1413-1417).
- 12 mars : l'antipape Benoît XIII s’enfuit d’Avignon[8]. Il réside à l'abbaye Saint-Victor de Marseille de novembre 1403 à juillet 1404[9].
- 3 avril : départ d'une expédition génoise conduite par le maréchal Boucicaut, gouverneur de Gênes, pour lever le siège de Famagouste à Chypre[10].
- 5 avril : Manuel II Paléologue, en Occident depuis décembre 1399, quitte Venise pour Constantinople via Modon. Il profite du répit accordé par la défaite de Bayazid à Ancyre contre Tamerlan  pour s’imposer en Morée[6].
- 26 avril : ordonnance du roi de France Charles VI déléguant l'autorité souveraine au conseil des princes du sang présidé par la reine Isabeau de Bavière pendant les absences du roi[11].
- 30 mai : le roi Charles VI signe un acte replaçant le royaume dans l’obédience du pape Benoît XIII[12].
- 9 juin : Manuel II Paléologue entre à Constantinople. Son neveu l’usurpateur Jean VII Paléologue est chassé du trône byzantin et exilé à Lemnos, puis l'automne il s'impose à Thessalonique, rendue par les Turcs aux Byzantins[6].
- 7 juillet, Nicosie : traité de paix et de commerce entre le roi Janus de Chypre et la république de Gênes[13].
- 21 juillet : Henri IV d'Angleterre défait la famille Percy à la bataille de Shrewsbury[14].

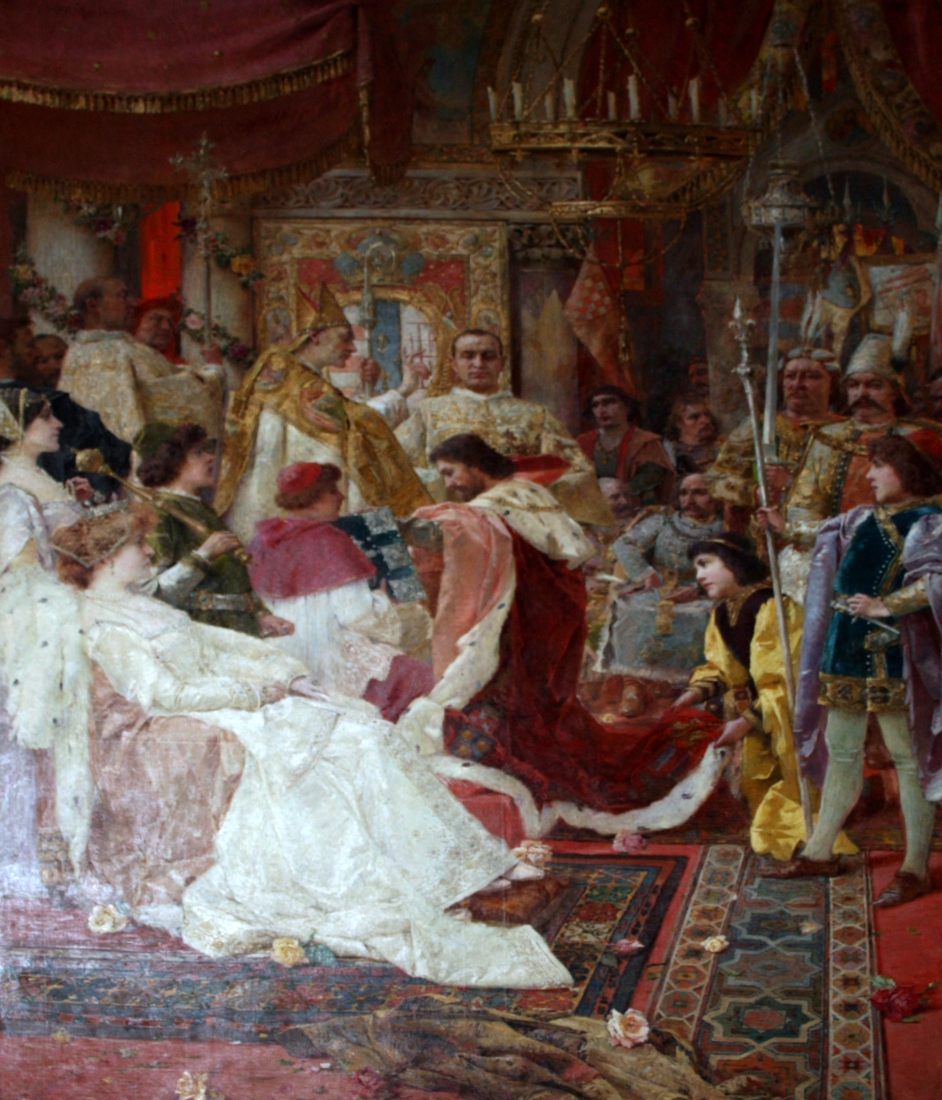
5 août : Ladislas de Naples est couronné roi de Hongrie. Toile de Celestin Medović

- 5 août : Ladislas de Durazzo est couronné roi de Hongrie à Zara, en compétition avec Sigismond de Luxembourg[15]. Il est contraint de retourner à Naples à cause de la réaction de Sigismond.
- 7 octobre[16] : bataille navale entre l'amiral vénitien Carlo Zeno et la flotte génoise de Boucicaut à la bataille de Modon sur les côtes de Morée.
- 23 novembre : à la suite d'un concours (1401), le sculpteur italien Lorenzo Ghiberti commence à travailler sur les portes de bronze du baptistère de Florence (fin en 1424)[17].
- Novembre : La Mutacion de Fortune, texte lyrique de Christine de Pisan[18].

- Retour de la peste, la république de Venise établit une quarantaine pour se protéger[19].
- Les Lituaniens envahissent la Russie et s’emparent de Viazma[20].
- Le corsaire anglais William de Wilford capture entre Penmarch et Douarnenez (Bretagne) 40 navires venant de La Rochelle, chargés de fer, d’huile et de vin et en brûle quatre autres. Les corsaires débarquent à Kérity où ils pillent et brûlent des maisons[21].